# Bålholmen (Ålesund)

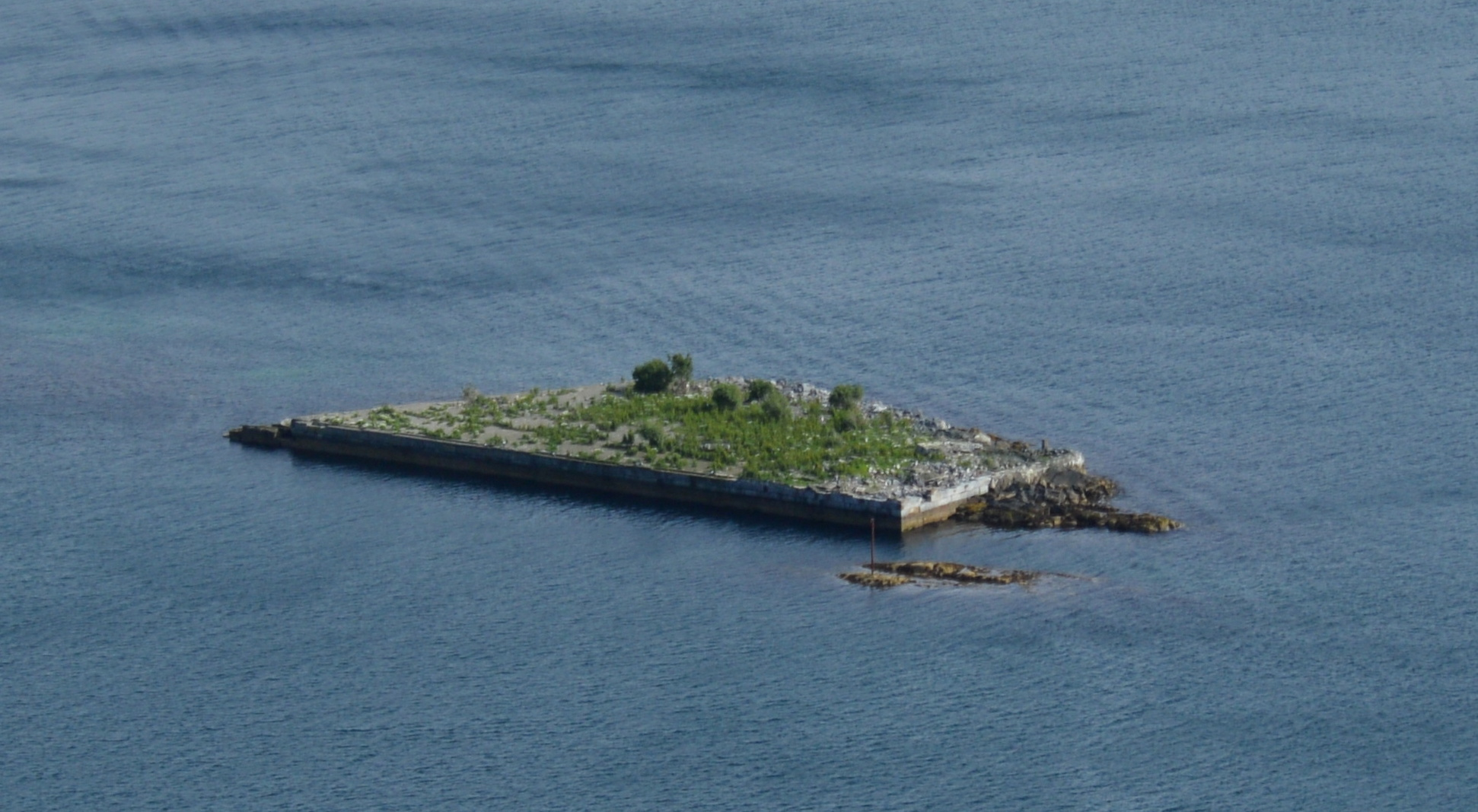
Bålholmen, Blick vom Berg Aksla aus nordwestlicher Richtung

Bålholmen ist eine kleine unbewohnte Insel im Aspevågen in Norwegen und gehört zur Gemeinde Ålesund in der norwegischen Provinz Møre og Romsdal.
Sie liegt im Bereich des Hafens von Ålesund unmittelbar südlich der Insel Nørvøy. Etwas weiter östlich liegen die Inseln Skrivaren und Lampeholmen.
Die felsige Insel hat eine West-Ost-Ausdehnung von etwa 60 Metern bei einer Breite von bis ungefähr 40 Metern. Sie erreicht eine Höhe von bis zu zwei Metern, ist karg und nur wenig bewachsen. Ihre Uferlinie ist zum Teil begradigt und befestigt.